# Voices (album Vangelisa)
Voices – wydany w 1995 roku album greckiego muzyka i kompozytora Vangelisa.

## Lista utworów[1]
1. Voices - 7:00
2. Echoes - 8:20
3. Come to Me wokal, słowa Caroline Lavelle - 4:40
4. P.S. 2:05
5. Ask the Mountains wokal, słowa Stina Nordenstam - 7:55
6. Prelude - 4:24
7. Losing Sleep (Still, My Heart) wokal, słowa Paul Young - 6:41
8. Messages - 7:30
9. Dream In an Open Place - 5:50